# Agua García
Agua García es una entidad de población perteneciente al municipio de Tacoronte, en la isla de Tenerife —Canarias, España—.

## Geografía
Localizado en la parte alta del municipio, a una altitud media de 900 m s. n. m. y a cerca de cinco kilómetros del centro municipal, Agua García es un barrio agrícola cuya superficie abarca una amplia zona rural y natural, incluyendo parte del espacio natural protegido de Las Lagunetas y del monte de utilidad pública Agua García y Cerro del Lomo.
El barrio cuenta con varias plazas públicas y parques infantiles, un consultorio médico, la iglesia de Fátima, un parque público, un centro cultural, el centro social de la asociación de mujeres Almacimara, una oficina municipal que incluye la sede de las asociaciones de vecinos Madre del Agua y de Mayores Viña, una oficina de correos, el tanatorio de la localidad y una biblioteca municipal, un puesto de la Cruz Roja, una farmacia, así como otros comercios y numerosos bares y restaurantes.

### Monte de Agua García
Este monte constituye uno de los reductos boscosos más importantes de esta vertiente de la isla, con una bien conservada laurisilva, con numerosos endemismos botánicos y faunísticos. Aquí se localizan el centro de interpretación del bosque de Agua García y la zona recreativa de Lomo la Jara. En este monte se encuentran dos de los árboles monumentales del municipio, los conocidos como viñátigos centenarios, ejemplares de Persea indica de gran porte.
El monte de Agua García alberga especies arborescentes de la laurisilva como laureles, brezos, mocanes, viñátigos, madroños entre otras especies. Musgos, morgallanas, freseras, violetas e innumerables helechos crecen por todas partes a la sombra de estos grandes árboles. En medio de esta vegetación habitan aves como mirlos, palomas rabiche y turqué, pinzones o tintillones, así como currucas, canarios y muchos otros.

## Demografía
| Año        | 2000  | 2005  | 2010  | 2015  | 2020  |
| ---------- | ----- | ----- | ----- | ----- | ----- |
| Habitantes | 2 658 | 2 703 | 2 710 | 2 629 | 2 597 |

## Fiestas
En Agua García desde principios de mayo se engalanan cruces por el día de la Santa Cruz y se arreglan las calles para la celebración de las fiestas en honor a la virgen de Fátima, siendo el día más importante el 13 de mayo, con la procesión por las calles. 
En el mes de junio las calles se cubren de arena y flores para la celebración del Corpus Christi.

## Comunicaciones
Se llega al barrio principalmente a través de la carretera a Agua García TF-228, de la carretera a La Esperanza TF-226 o del llamado Camino Real.

### Transporte público
Agua García cuenta con una parada de taxi en el Camino Real, cerca de la iglesia.
En autobús queda conectado mediante la siguiente línea de TITSA: 
| Línea | Trayecto                             | Recorrido     |
| ----- | ------------------------------------ | ------------- |
| 054   | La Laguna - Ravelo (por Agua García) | Horario/Línea |

### Caminos
En Agua García se encuentran algunos caminos homologados en la Red de Senderos de Tenerife:
- GR 131 Anaga - Chasna
- PR-TF 25 Las Raíces - Acentejo:
  - PR-TF 25.6 Circular Lomo La Jara

También se encuentra aquí el conocido como sendero de los Guardianes Centenarios, cuyo principal atractivo son los ejemplares centenarios de viñátigo antes mencionados.

## Lugares de interés
- Centro de interpretación del bosque de Agua García
- Monte de Agua García
- Zona recreativa Lomo la Jara
- Iglesia de nuestra señora del Rosario de Fátima